# Киснахт
Киснахт град је у кантону Цирих у Швајцарској.

## Становништво
Киснахт од 2020. године има 14.811 становника.
| Година | Становништво |
| ------ | ------------ |
| 1467.  | 126          |
| 1634.  | 1.064        |
| 1799.  | 1.512        |
| 1850.  | 2.486        |
| 1900.  | 3.391        |
| 1950.  | 8.920        |
| 2000.  | 12.484       |